# Canon EOS 350D
A Canon EOS 350D (Canon EOS Digital Rebel XT na América do Norte e Canon EOS Kiss Digital N no Japão) é uma câmera DSLR de 8 megapixels  de entrada fabricada pela Canon. O modelo foi inicialmente anunciado em Fevereiro de 2005. É parte da familia EOS, é sucessora da EOS 300D e  antecessora da EOS 400D (ou Digital Rebel XTi), lançada em Agosto de 2006.

## Detalhes
Desde o início de 2008, a 350D se encontra disponível apenas por estoque (a produção cessou em 2005).
A 350D é uma versão atualizada da Canon EOS 300D, que foi a primeira câmera da linha, abaixo de US$ 1000, introduzida em 2003. Existem  diferenças entre os modelos 350D e 300D.Muitas das funcionalidades "bloqueadas" pela Canon na 300D foram desbloqueadas nesta câmara. Além desses recursos desbloqueados, uma série de outras melhorias foram feitas. Algumas das atualizações mais significativas incluem:
- Sensor de 8.0 megapixels
- DIGIC II processador de imagem
- 14 (JPEG) ou 4 (raw)de disparo contínuo no buffer
- Menor e mais leve
- Aumento da  personalização
- E-TTL II (algoritmo de flash de melhor que o antigo E-TTL )
- Bloqueio de espelho
- USB 2.0 (interface melhorada a partir da lenta interface USB 1.1 na 300D)
- Bateria de iões de lítio.

## Problemas
A Canon tinha problemas de compatibilidade com os cartões Lexar Professional 80x-speed Compact Flash (CF) que resultaram em perda de imagem total ou congelamento da câmera. Nos casos de congelamento da câmara, as imagens podem ainda ser recuperadas utilizando um leitor de cartões CF externo.

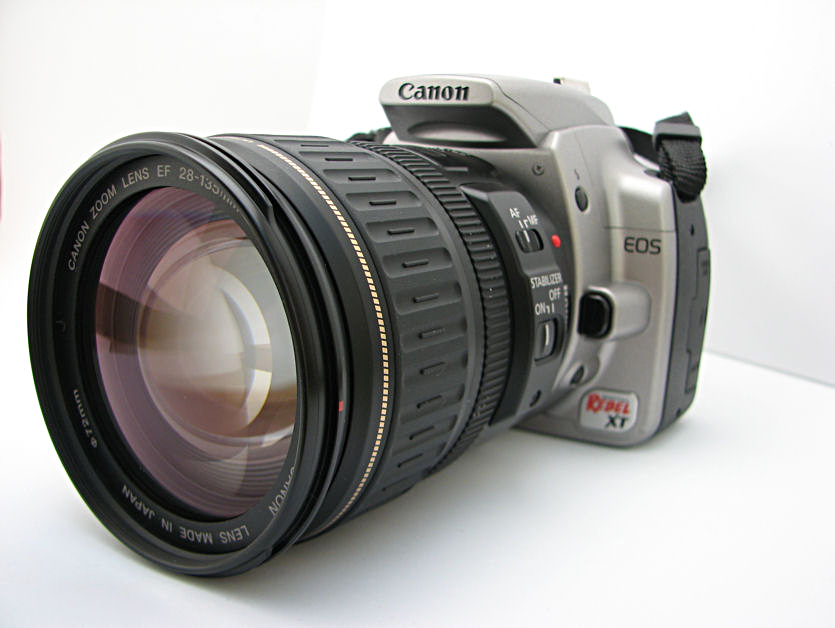
EOS 350D com lente

A câmera interpretará a presença de um acessório flash auxiliar, desativando o flash incorporado. A remoção reativará o flash incorporado.
Ao usar lentes de terceiros, principalmente as lentes Sigma mais antigas, pode haver um problema de compatibilidade. Há relatos de pessoas que recebem erros "Err99" ao usar tais lentes. O problema é mais acentuado quando se usa uma lente mais antiga que não possui uma unidade de foco HSM. Às vezes é possível usar a lente problemática amplamente aberta. Outra causa de mensagens Err99 envolvem lentes EF-S 18-55 (lente kit para o 350D e 20D) que estão com defeito. 

## Atualizações de Firmware
O último firmware lançado pela Canon é a versão 1.0.3 (lançado em 27 de outubro de 2005). Ele corrige problemas relacionados com a liberação remota de cabos, bem como um problema durante a revisão de imagens salvas.